# Río Sulak
El río Sulak (en ruso: Сула́к; ávaro: Сулахъ; en checheno: ГIойхи) es un río de la república de Daguestán, en Rusia.
Tiene una longitud de 144 km (336 km si se considera una de sus fuentes, el Andiskoye Koisu), con una cuenca de 15.200 km². Se forma por la confluencia de dos ríos, el ya citado Andiskoye Koisu y el Avarskoye Koisu. Atraviesa el cañón del Sulak, de entre 700 y 1.500 m de profundidad, y continúa luego por el desfiladero de Ajetlinsk y otros pequeños desfiladeros hasta abrirse a un amplio valle que finaliza en el delta fluvial sobre el mar Caspio.

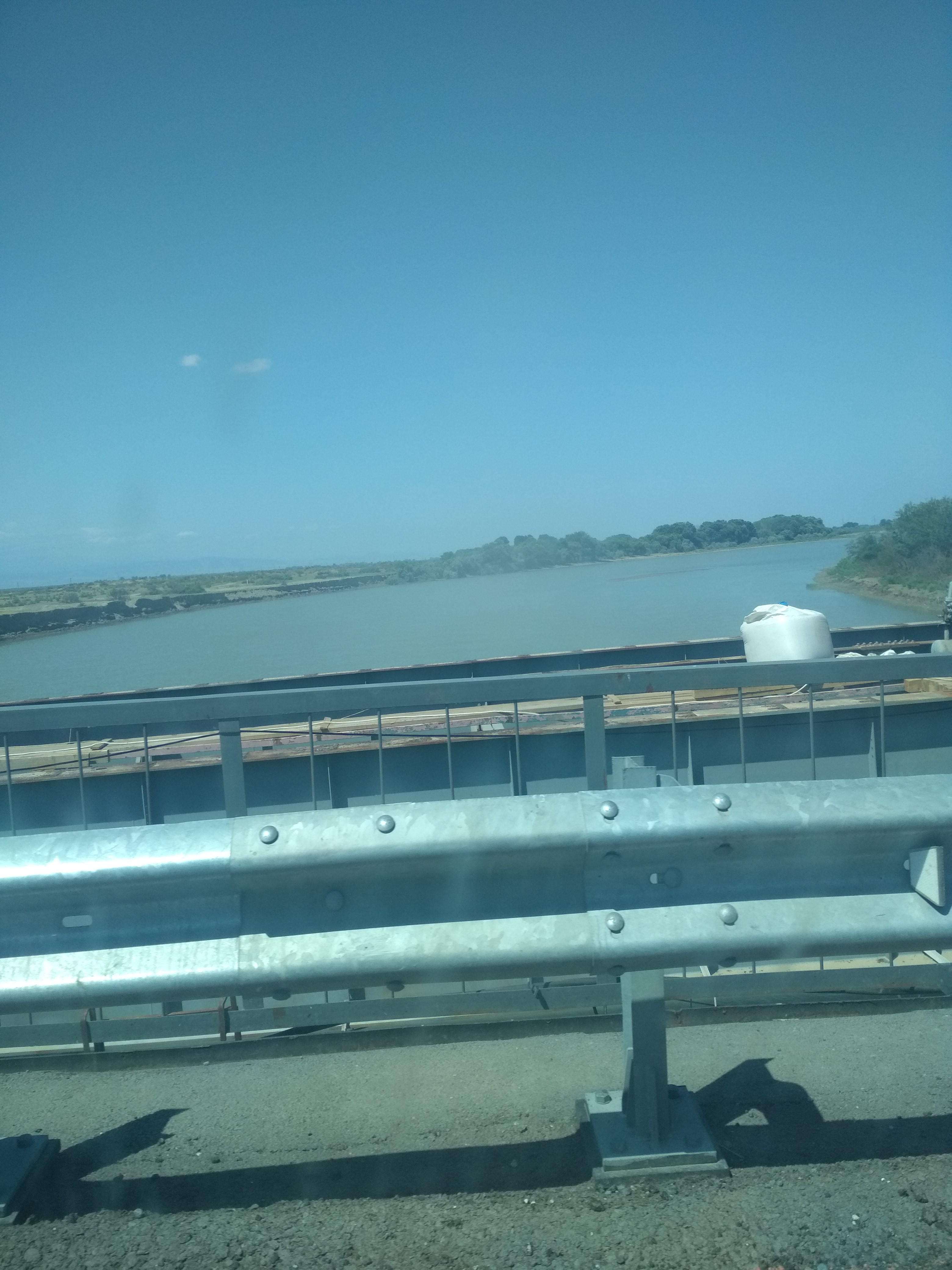
Río Sulak la república de Daguestán

La alimentación del río es mixta, con predominancia del régimen nival. Las crecidas se dan de abril a septiembre, teniendo su máximo en junio-julio. El caudal medio del río, a 123 km de su desembocadura, es de 176 m³/s. La turbidez media es de 450 g/m³, con un máximo en 45.000 g/m³
El río pasa por las localidades de Kiziliurt, Dubki y Sulak.
El agua del río se utiliza para el abastecimiento de Majachkalá y Kaspisk. En su curso se encuentran varias centrales hidroeléctricas, concretamente en Miatl, Chiriurt, Chirkéi y Bavtugai, que generan en total 1.345,6 MW.